# Giełdowy Indeks Produkcji (GIP60)

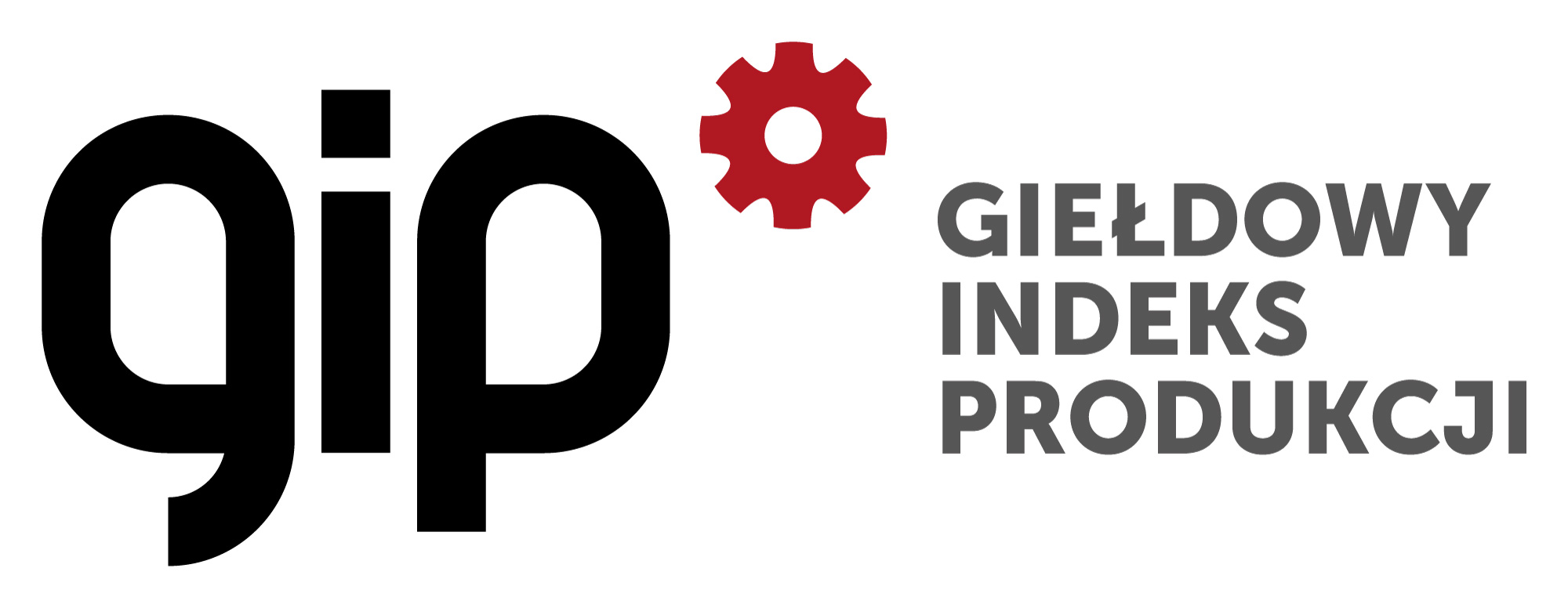
Logo Giełdowego Indeksu Produkcji

GIP60 – wskaźnik w formie indeksu giełdowego obejmujący 60 największych wytwórczych spółek akcyjnych z przeważającym udziałem kapitału polskiego, które są notowane na Warszawskiej Giełdzie Papierów Wartościowych. GIP60 został opracowany przez firmę doradczą DSR S.A. wraz z serwisem analitycznym PRODUKCJA.EXPERT oraz Wydziałem Informatyki i Zarządzania Politechniki Wrocławskiej. Wartości GIP60 są aktualizowane i publikowane codziennie po zamknięciu sesji na GPW począwszy od 1 października 2016 roku.

## Podstawowe informacje
| Dzień bazowy                                | 1 stycznia 2016 r.    |
| Kapitalizacja spółek z GIP60 w dniu bazowym | 67 069 746 943,46 PLN |
| Wartość bazowa GIP60                        | 1000                  |

## Metodologia
GIP60 jest wskaźnikiem działającym na zasadzie giełdowego indeksu typu cenowego podobnie jak np. indeks WIG20. W portfelu znajduje się 60 spółek publicznych spełniających kryteria bazowe, które mają na celu identyfikację polskich spółek produkcyjnych dostępnych w ofercie publicznej. Wartość indeksu jest publikowana codziennie po zamknięciu sesji na GPW na stronie PRODUKCJA.EXPERT oraz DSR.COM.PL. Wagi poszczególnych spółek ustalane są na podstawie ich kapitalizacji rynkowej. Pakiety spółek, których udziały przewyższają 10% są redukowane do poziomu 10%. Rewizja roczna składu indeksu i wielkości pakietów następuje w ostatnim tygodniu października.

## Kryteria doboru spółek
W portfelu GIP60 znajduje się 60 największych spółek pod względem kapitalizacji spełniających następujące kryteria:
- Spółki deklarujące w statucie charakter produkcyjny (odpowiedni dział sekcji C)
- Dystrybutorzy produktów, które wcześniej sami zaprojektowali (CCC, Vistula, LPP)
- Co najmniej 2 letnia historia notowań na GPW
- Udział akcjonariuszy zagranicznych liczony wg liczby głosów nie przewyższa 50%.

## Skład i struktura portfela GIP60
| Lp. | Spółka                                      | kod ISIN     | Kapitalizacja  | Waga   |
| 1   | LPP S.A.                                    | PLLPP0000011 | 10 217 353 470 | 10,0%* |
| 2   | GRUPA AZOTY S.A.                            | PLZATRM00012 | 9 869 950 658  | 9,9%*  |
| 3   | CCC S.A.                                    | PLCCC0000016 | 5 421 170 545  | 9,2%*  |
| 4   | SYNTHOS S.A.                                | PLDWORY00019 | 5 041 582 500  | 8,6%   |
| 5   | ZAKŁADY AZOTOWE PUŁAWY S.A.                 | PLZAPUL00057 | 4 874 325 000  | 8,3%   |
| 6   | CIECH S.A.                                  | PLCIECH00018 | 4 532 192 174  | 7,7%   |
| 7   | GRUPA KĘTY S.A.                             | PLKETY000011 | 2 959 005 909  | 5,0%   |
| 8   | ZAKŁADY CHEMICZNE POLICE S.A.               | PLZCPLC00036 | 2 062 500 000  | 3,5%   |
| 9   | STALPRODUKT S.A.                            | PLSTLPD00017 | 1 668 499 833  | 2,8%   |
| 10  | AMICA WRONKI S.A.                           | PLAMICA00010 | 1 352 897 502  | 2,3%   |
| 11  | FABRYKI MEBLI FORTE S.A.                    | PLFORTE00012 | 1 276 317 886  | 2,2%   |
| 12  | APATOR S.A.                                 | PLAPATR00018 | 1 085 910 518  | 1,9%   |
| 13  | BIOTON S.A.                                 | PLBIOTN00029 | 1 024 359 906  | 1,7%   |
| 14  | ALCHEMIA S.A.                               | PLGRBRN00012 | 1 000 000 000  | 1,7%   |
| 15  | NEWAG S.A.                                  | PLNEWAG00012 | 810 000 018    | 1,4%   |
| 16  | FAMUR S.A.                                  | PLFAMUR00012 | 792 946 100    | 1,4%   |
| 17  | MENNICA POLSKA S.A.                         | PLMNNCP00011 | 790 596 360    | 1,3%   |
| 18  | ALUMETAL S.A.                               | PLALMTL00023 | 781 252 184    | 1,3%   |
| 19  | COLIAN HOLDING S.A.                         | PLJTRZN00011 | 763 502 925    | 1,3%   |
| 20  | FABRYKA FARB I LAKIERÓW ŚNIEŻKA S.A.        | PLSNZKA00033 | 693 977 790    | 1,2%   |
| 21  | RAFAKO S.A.                                 | PLRAFAK00018 | 672 661 424    | 1,1%   |
| 22  | ZETKAMA S.A.                                | PLZTKMA00017 | 627 624 276    | 1,1%   |
| 23  | MABION S.A.                                 | PLMBION00016 | 554 128 000    | 0,9%   |
| 24  | POLSKA GRUPA ODLEWNICZA S.A.                | PLPGO0000014 | 523 872 000    | 0,9%   |
| 25  | Vistula S.A.                                | PLVSTLA00011 | 517 350 895    | 0,9%   |
| 26  | ZPUE S.A.                                   | PLZPUE000012 | 490 000 350    | 0,8%   |
| 27  | LENTEX S.A.                                 | PLLENTX00010 | 473 926 077    | 0,8%   |
| 28  | WIELTON S.A.                                | PLWELTN00012 | 434 700 000    | 0,7%   |
| 29  | IMPEXMETAL S.A.                             | PLIMPXM00019 | 418 000 000    | 0,7%   |
| 30  | SELENA FM S.A.                              | PLSELNA00010 | 326 297 860    | 0,6%   |
| 31  | SELVITA S.A.                                | PLSELVT00013 | 282 041 336    | 0,5%   |
| 32  | KOPEX S.A.                                  | PLKOPEX00018 | 278 747 018    | 0,5%   |
| 33  | INDYKPOL S.A.                               | PLINDKP00013 | 271 831 500    | 0,5%   |
| 34  | GRAAL S.A.                                  | PLGRAAL00022 | 235 974 446    | 0,4%   |
| 35  | INTROL S.A.                                 | PLINTRL00013 | 221 102 040    | 0,4%   |
| 36  | FERRO S.A.                                  | PLFERRO00016 | 218 799 347    | 0,4%   |
| 37  | BYTOM S.A.                                  | PLBYTOM00010 | 210 285 008    | 0,4%   |
| 38  | FEERUM S.A.                                 | PLFEERM00018 | 203 157 611    | 0,3%   |
| 39  | IZO-BLOK S.A.                               | PLIZBLK00010 | 194 357 800    | 0,3%   |
| 40  | VIGO SYSTEM S.A.                            | PLVIGOS00015 | 186 478 200    | 0,3%   |
| 41  | ZAMET INDUSTRY S.A.                         | PLZAMET00010 | 176 886 400    | 0,3%   |
| 42  | SONEL S.A.                                  | PLSONEL00011 | 176 400 000    | 0,3%   |
| 43  | MERCATOR MEDICAL S.A.                       | PLMRCTR00015 | 172 107 232    | 0,3%   |
| 44  | ERGIS S.A.                                  | PLEUFLM00017 | 171 546 552    | 0,3%   |
| 45  | APLISENS S.A.                               | PLAPLS000016 | 168 997 811    | 0,3%   |
| 46  | ENERGOINSTAL S.A.                           | PLERGIN00015 | 161 460 000    | 0,3%   |
| 47  | POLSKI KONCERN MIĘSNY DUDA S.A.             | PLDUDA000016 | 152 901 260    | 0,3%   |
| 48  | IZOSTAL S.A.                                | PLIZSTL00015 | 146 365 680    | 0,2%   |
| 49  | CDRL S.A.                                   | PLCDRL000043 | 141 676 330    | 0,2%   |
| 50  | MERCOR S.A.                                 | PLMRCOR00016 | 139 360 962    | 0,2%   |
| 51  | URSUS S.A.                                  | PLPMWRM00012 | 130 032 000    | 0,2%   |
| 52  | POZBUD T&R S.A.                             | PLPZBDT00013 | 128 516 059    | 0,2%   |
| 53  | HUTMEN S.A.                                 | PLHUTMN00017 | 127 981 350    | 0,2%   |
| 54  | FERRUM S.A.                                 | PLFERUM00014 | 121 734 530    | 0,2%   |
| 55  | ES-SYSTEM S.A.                              | PLESSYS00030 | 115 731 820    | 0,2%   |
| 56  | ZAKŁADY MAGNEZYTOWE ROPCZYCE S.A.           | PLROPCE00017 | 109 681 433    | 0,2%   |
| 57  | LENA LIGHTING S.A.                          | PLLENAL00015 | 100 992 703    | 0,2%   |
| 58  | BIOMED-LUBLIN W. SUROWIC I SZCZEPIONEK S.A. | PLBMDLB00018 | 92 504 257     | 0,2%   |
| 59  | LUBAWA S.A.                                 | PLLUBAW00013 | 90 694 100     | 0,2%   |
| 60  | LIBET S.A.                                  | PLLBT0000013 | 84 500 000     | 0,1%   |

## Historia
Dniem bazowym dla GIP60 jest 1 stycznia 2016 roku jednak publikację wartości indeksu i powiązanych z nim analiz rozpoczęto w październiku 2016 roku. Różnica pomiędzy dniem bazowym a dniem startowym wnika między innymi z celów jakie sobie założyli twórcy indeksu:
„Rok 2016 można uznać za początek realizacji Planu Morawieckiego, co pozwoli z biegiem lat zweryfikować skalę wzrostu wartości sektora przemysłowego w Polsce. Liczymy na to, że GIP60 i powiązane z nim analizy staną się przydatnym źródłem informacji dla pracowników spółek produkcyjnych, inwestorów planujących inwestycje w branży produkcyjnej, ale również dla każdego kto jest zainteresowany kondycją polskiego przemysłu” – przekonuje Maciej Zaręba, pomysłodawca GIP60.